# Tân Nghĩa, huyện Cao Lãnh
Tân Nghĩa là một xã thuộc huyện Cao Lãnh, tỉnh Đồng Tháp, Việt Nam.

## Địa lý
Xã Tân Nghĩa nằm ở phía tây bắc huyện Cao Lãnh, có vị trí địa lý:
- Phía bắc giáp xã Gáo Giồng
- Phía nam giáp thành phố Cao Lãnh
- Phía đông giáp xã Phương Trà
- Phía tây giáp xã Phong Mỹ

Xã có diện tích 23,93 km², dân số năm 1999 là 9.435 người, mật độ dân số đạt 394 người/km².

## Lịch sử
Ngày 27 tháng 12 năm 1980, Hội đồng Chính phủ ban hành Quyết định 382-CP về việc chia xã Mỹ Tân thành hai xã lấy tên là xã Mỹ Tân và xã Tân Nghĩa.
Ngày 5 tháng 1 năm 1981, Hội đồng Chính phủ ban hành Quyết định 4-CP về việc chia huyện Cao Lãnh thành hai huyện lấy tên là huyện Cao Lãnh và huyện Tháp Mười. Xã Tân Nghĩa thuộc huyện Cao Lãnh.
Ngày 23 tháng 2 năm 1983, Hội đồng Bộ trưởng ban hành Quyết định 13-HĐBT về việc thành lập thị xã Cao Lãnh trên cơ sở điều chỉnh một phần diện tích và dân số của huyện Cao Lãnh. Xã Tân Nghĩa thuộc huyện Cao Lãnh.
Ngày 16 tháng 2 năm 1987, Hội đồng Bộ trưởng Quyết định 36-HĐBT về việc tách 5 ấp của xã Tân Nghĩa thuộc huyện Cao Lãnh để sáp nhập vào thị xã Cao Lãnh quản lý.